# Gadebusch
Gadebusch är en stad med omkring 5 500  invånare i Mecklenburg-Vorpommern, Tyskland. Staden ligger mellan städerna Lübeck och Schwerin i distriktet Nordwestmecklenburg.
Staden ingår i kommunalförbundet Amt Gadebusch tillsammans med kommunerna Dragun, Kneese, Krembz, Mühlen Eichsen, Roggendorf, Rögnitz och Veelböken.

## Historia
På Gadebusch nuvarande plats fanns på 1100-talet en slavisk boplats som kallades ”Borg Godebuz” (tyska: Burg Godebuz).. Efter 1201 tillhörde Gadebusch hertigdömen Mecklenburg och staden Gadebusch fick sina stadsrättigheter av fursten Henrik Burwin I av Mecklenburg i 1225 . Från 1283 till 1299 var borgen i Gadebusch de mecklenburgska furstarnas huvudresidens. Under 1500-talet ombyggdes borgen till ett slott, vilket fungerade som bostad åt Elisabet Vasa och hennes make Kristofer av Mecklenburg.  Mellan 1500- och 1600-talet var Gadebusch också en viktig myntort i Mecklenburg. År 1712, under stora nordiska kriget, drabbade svenska armén samman med danska-sachsiska trupper vid Gadebusch (Slaget vid Gadebusch).
Den 12 oktober 1897 anslöts Gadebusch till järnvägslinjen mellan Rehna och Schwerin och år 1907 grundades Gadebuschs första elektricitetsverk.

### Befolkningsutveckling
Befolkningsutveckling  i Gadebusch
Källa:,,

## Sevärdheter
- Kyrkan St. Jakob och St. Dionysius, gotisk kyrka från 1200-talet (I kyrkan finns gravplatsen för Agnes av Braunschweig-Lüneburg som var gift med den mecklenburgska hertigen och svenska kungen Albrekt av Mecklenburg)
- Rådhuset från 1618
- Slottet Gadebusch, uppfördes i renässansstil under 1500-talet

## Vänorter
Gadebusch har följande vänorter:
- Trittau i Tyskland
- Saint-Germain-du-Puy i Frankrike
- Åmål i Sverige
- Czarnków i Polen

## Galleri

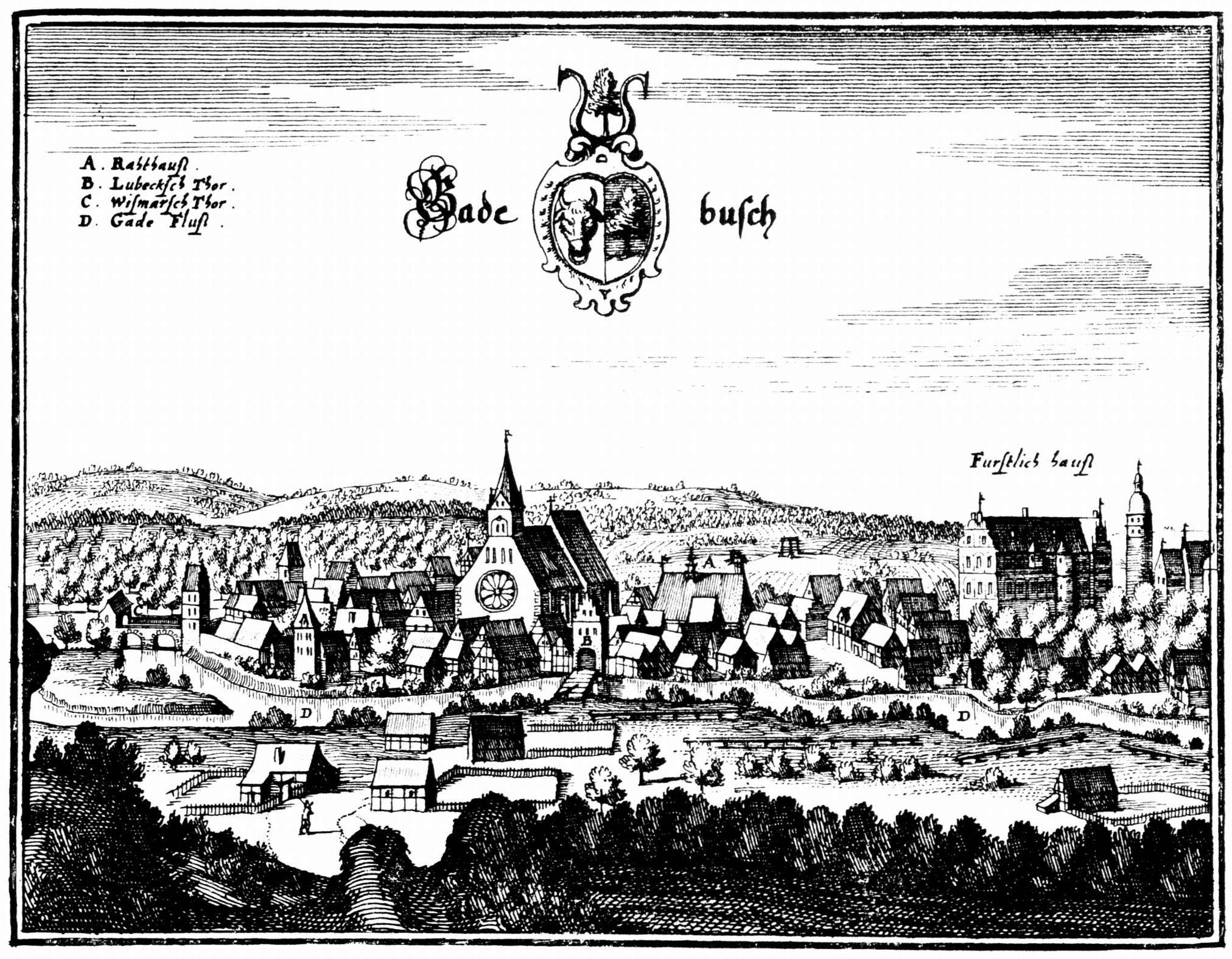
Gadebusch 1653, kopparstick av Matthäus Merian d.ä.
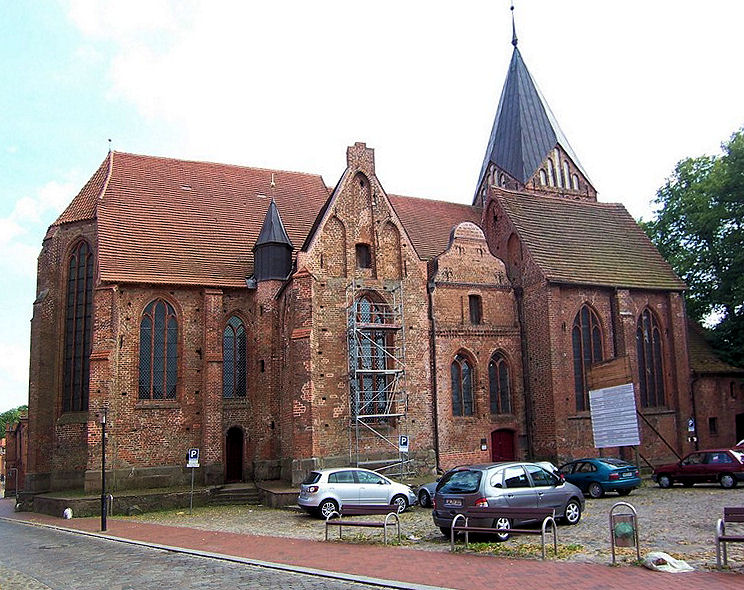
Kyrka St. Jakob och St. Dionysius i Gadebusch
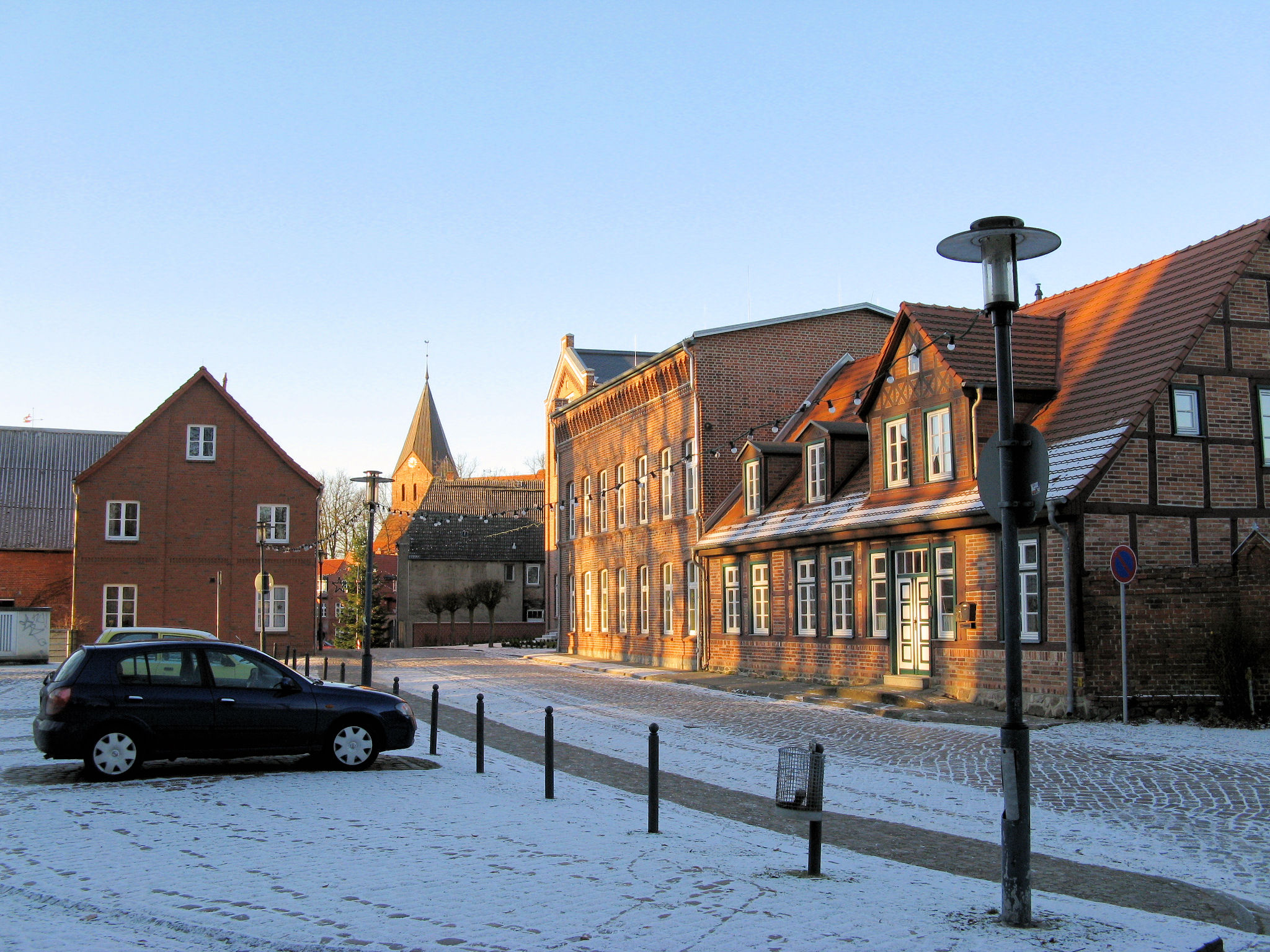
Gamla stan
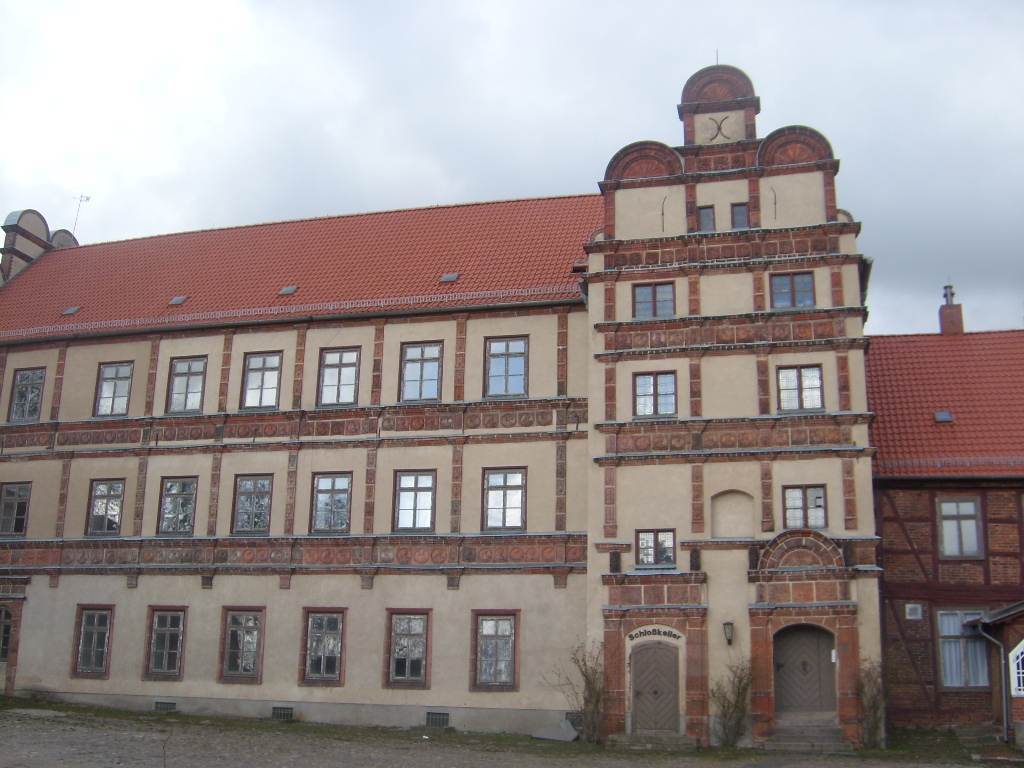
Slottet Gadebusch